# Blaschnek Sámuel Benjámin
Blaschnek Sámuel Benjámin (? – Pest, 1854. november 21.) térképész.
Térképek készítésével foglalatoskodott, megjelent munkái:
1. Plan der Städte-Ofen und Pesth. Pest, 1830. (Frühwirth E. A. lith. intézetéből 4. kiadás. Uo. 1832.)
2. Magyarország és részei uj földabrosza (Pest, 1833. Schediussal együtt. Ism. Hasznos Mulatságok 1833. I. 6. 7. sz. Társalkodó 1833. 117. sz.)
3. Magyarország (földképe.) Metszette Kiss József. Uo. 1845.
4. Buda-Pest (tervrajza.) Metszette Szotyori Bálint. Uo. 1846.
5. Magyarország sat. földképe. Uo. 1847–49. (Schediussal adta ki. Mérete 1: 469, 472.)